# Guillaume de Metser
Guillaume de Metser (Oirschot, 1613 – Leuven, 13 april 1683) was een Nederlandse schrijver.
Hij was de zoon van Jan Willem de Metser (secretaris en kapittelnotaris) en Aleijt Dirck Toirkens. Hij studeerde te Leuven, en was pastoor van Leefdaal.
Hij schreef vooral in het Brabants en wat men Zuid-Nederlands noemt, maar ook in het Nederduits.